# لبه چاقو
لبه چاقو (به انگلیسی: Knife Edge) یک فیلم دلهره‌آور بریتانیایی محصول سال ۲۰۰۹ به کارگردانی آنتونی هیکاکس با بازی ناتالی پرس، هیو بونه‌ویل و تمسین اگرتون است.
این فیلم در ۱۹ اکتبر ۲۰۰۹ در بریتانیا منتشر شد. و در ایالات متحده در ۲۰ آوریل ۲۰۱۰ منتشر شد.

## داستان
در تابستان قرن نوزدهم میلادی دو خانوادهٔ بزرگ برای جمع کردن و شکار سالانهٔ ماهی خود به جزیره‌ای دورافتاده می‌روند. اما در جزیره یکی از پسران خانواده به‌طور تصادفی باعث مرگ بهترین دوستش می‌شود و…